# 知識へのアクセス運動
知識へのアクセス (英: Access to Knowledge、A2K) 運動 は、知識へのアクセスが正義、自由、経済発展の基本原則であるという考えのもとに集まる市民社会団体、政府、個人の運動である。

## 歴史
2003年の『自然・人文科学における知識へのオープンアクセスに関するベルリン宣言』は、学術出版に関する運動の目標を反映した重要な宣言である。  
2004年10月、世界知的所有権機関の将来に関するジュネーブ宣言は、世界知的所有権機関の開発アジェンダを求めるブラジルとアルゼンチンからの呼びかけから生まれ、何百もの組織によって支持された。支持者には、声明「World Intellectual Wealth Organisation": Supporting the Geneva Declaration」を出したフリーソフトウェア財団も含まれていた。  
この宣言の提案の一つは、「知識と技術へのアクセスに関する条約を求める」というものであった。特許常任委員会 (the Standing Committee on Patents) と著作権や関連する権利常任委員会 (the Standing Committee on Copyright and Related Rights) は、そのような条約の要素について加盟国と一般の人々から意見を求める必要がある。  
A2K問題に関する共通のディスカッションプラットフォームは、ジュネーブ宣言の議論を中心に開始された、「A2K」という名前のメーリングリストである。その後、「A2K条約」の草案が作成された。提案された条約は、発展途上国への知識の移転を容易にし、世界中のオープンイノベーションシステムの実行可能性を確保することを目的としている。

### 人権論争
知識と科学へのアクセスは、世界人権宣言第27条によって保護されている。この条項は、アクセス権と道徳的および物質的利益の保護の権利とのバランスを取っている。  

第27条 
1. すべて人は、自由に社会の文化生活に参加し、芸術を鑑賞し、及び科学の進歩とその恩恵とにあずかる権利を有する。
2. すべて人は、その創作した科学的、文学的又は美術的作品から生ずる精神的及び物質的利益を保護される権利を有する。

A2Kの学者は、「物質的利益」は現在の知的財産条項と単純に同等ではないと主張している。特に、これらの権利は販売可能で譲渡可能であり、したがって「譲渡不可能」ではないためである。アクセス権は、最終的には権利のより重要な部分である。A2Kの理論家は、現在の知的財産保護レベルは第27条とバランスが取れていないと考えている。 

...非常に現実的な意味で、権利の遅延は権利の否定である。経口補水療法と第二世代ワクチン技術へのアクセスが20年間遅れていたら...300万人の子供が亡くなっていただろう。生死に関わるほどの技術でなくても、20年の遅れは権利の享受に大きな制限をもたらす。文化作品の場合、状況はさらに悪く、保護期間は人間の寿命よりも長くなる。

## 支持者

### Knowledge Ecology International
CP Tech（現在のKnowledge Ecology International）は、「A2K（Access to Knowledge）運動は、著作権法や知識に影響を与えるその他の規制に対する懸念を持ち、理解可能な社会的ニーズと政策プラットフォームである知識財へのアクセスの一環として位置づける」と述べている。  

### 国際消費者機構
さまざまなグループがA2K運動に言及している。国際消費者機構は特に有名で、専用のドメインを運営しており、この運動を次のように定義している。  

人間の文化と学習の成果へのより公平な公共アクセスを創出することを目指す運動の総称である。この運動の究極の目的は、教育および文化作品がすべての人にアクセス可能で、消費者とクリエイターが同様に革新と創造性の活気あるエコシステムに参加できる世界を創ることである。  
これらの目標は、消費者グループ、NGO、活動家、インターネットユーザーなどから幅広い関心を集めている。彼らの多くにとって、A2K運動に関連する問題に取り組むことは困難な場合がある。著作権や特許法の改革、オープンコンテンツのライセンス、コミュニケーションの権利などのこれらの問題には、専門家にとっても難しい法的および技術的な概念が関係していることが多い。

### グローバル
- Consumer Project on Technology - A2K resources（英語）
- Consumers International's A2Knetwork.org（英語）
- Yale Information Society Project A2K Program（英語）

### ローカル
- A2K Brazil（英語）
- A2K Derechos Digitales (Chile)（スペイン語）
- Bibliotheca Alexandrina's A2K Portal(英語、アラビア語)
- Access to knowledge in Egypt（英語）